# 402 v.Chr.
Het jaar 402 v.Chr. is een jaartal volgens de christelijke jaartelling.

## Gebeurtenissen

### Griekenland
- Archelaüs I, koning van Macedonië steunt in Thessalië een pro-Macedonische oligarchie in Larissa.